# Guillaume d'Hanens-Peers

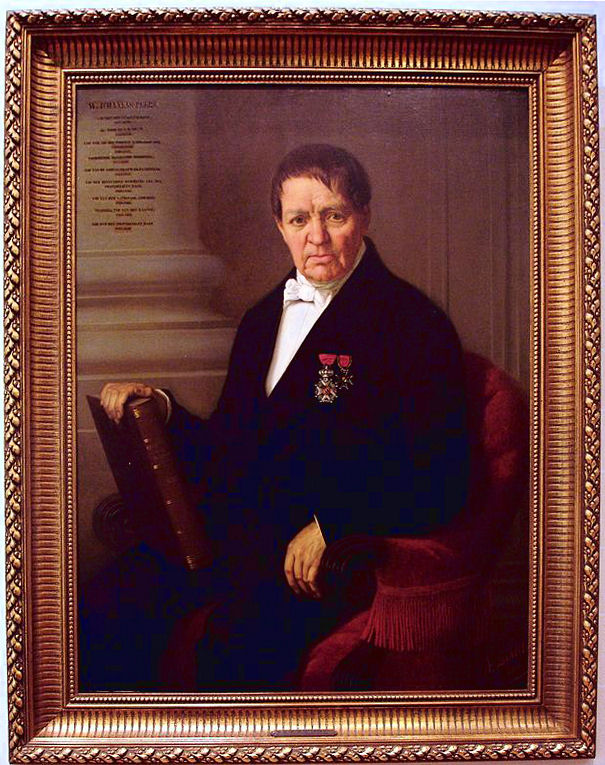
Guillaume d'Hanens- Peers, geschilderd in 1860 door August De Wilde, stedelijke kunstverzameling.

Guillaume Joseph Marie d’Hanens-Peers (Sint-Niklaas, 22 februari 1788 - 22 oktober 1861) was lid van het Belgisch Nationaal Congres.

## Levensloop
D'Hanens was de zoon van advocaat Guillaume Jean d'Hanens (1750-1831) en van Isabelle Caroline Van Raemdonck (1764-1810). 
D'Hanens senior, behoorde tot de adellijke familie d'Hanens (wapenspreuk: vigilando), en speelde een rol in Sint-Niklaas tijdens de Franse tijd, als hoofdschepen van het Land van Waas en lid van de raad van de onderprefectuur. 
D'Hanens junior werd eveneens advocaat en volgde zijn vader op in 1815 als ontvanger en griffier van de verenigde Polder van Sint-Gillis-Waas. In 1817 werd hij gemeenteraadslid van Sint-Niklaas, in 1818 ontvanger en griffier van de Kieldrechtpolder, in 1827 lid van de provinciale staten van de Nederlandse provincie Oost-Vlaanderen en in 1829 gedeputeerde. Dat hij de naam van zijn vrouw bij de zijne voegde, mag doen aannemen dat ook zij een in het Land van Waas bekende naam droeg.
In oktober 1830 werd D'Hanens door het arrondissement Sint-Niklaas verkozen tot lid van het Nationaal Congres. Men beschouwt hem als een lid dat bij de conservatieve katholieken thuishoorde. Hij deed één korte tussenkomst tijdens de openbare zittingen. Het ging om een amendement dat hij voorstelde in verband met het te behalen quorum voor de zittingen. Hij werd door een paar 'zwaargewichten' teruggefloten en hield het zich blijkbaar voor gezegd. Bij de grote stemmingen volgde hij (bijna) altijd de unionistische meerderheid. Hij stemde voor de onafhankelijkheidsverklaring en voor de eeuwigdurende uitsluiting van de Nassaus, voor de hertog van Leuchtenberg, voor regent Surlet de Chokier, voor Leopold van Saksen Coburg en voor de aanvaarding van het Verdrag der XVIII artikelen.
Van 1830 tot 1836 maakte D'Hanens deel uit van het 'Comité de Surveillance' dat van 1830 tot 1836 de provincieraad en deputatie van Oost-Vlaanderen verving. Hij werd bestendig afgevaardigde voor deze provincie minstens van 1836 tot 1840 en in 1846 werd hij ook nog vrederechter voor de kantons Temse en Sint-Niklaas.
Zijn zoon Guillaume d'Hanens (1819-1888) was ook advocaat en schepen en bovendien tussen 1878 en 1879 kortstondig waarnemend burgemeester van Sint-Niklaas. Na de Tweede Wereldoorlog werd diens kleinzoon Guillaume D'Hanens (1894-1971) gedeputeerde van Oost-Vlaanderen.